# Willy Kramp

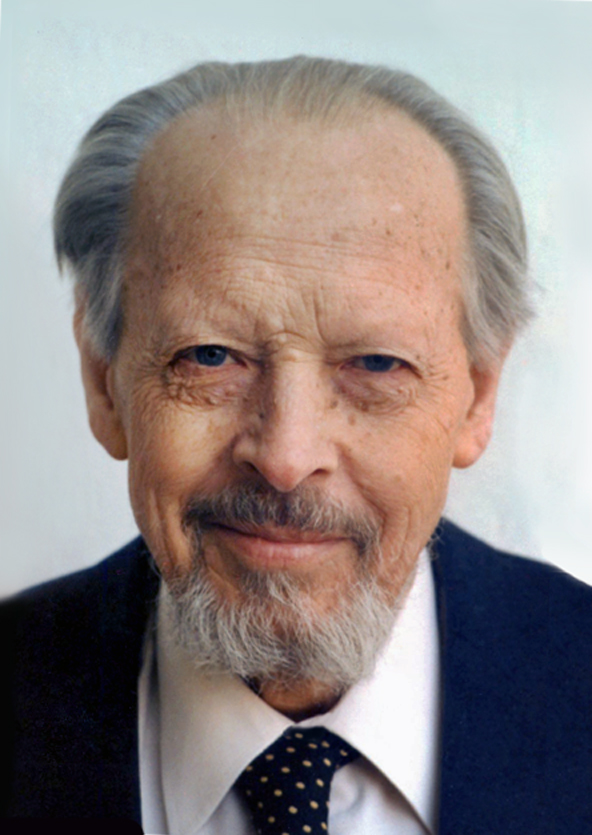
Willy Kramp

Willy Kramp (* 18. Juni 1909 in Mülhausen; † 19. August 1986 in Schwerte-Villigst) war ein deutscher Schriftsteller.

## Leben
Als Sohn eines ostpreußischen Eisenbahnbeamten wurde Willy Kramp im Elsass geboren. Nach der Ausweisung seiner Familie aus dem Elsass im Jahre 1919 zog die Mutter mit ihren neun Kindern in das pommersche Stolp, wo Kramp die Schule besuchte. Er studierte Philosophie, Psychologie, Germanistik und Anglistik  in Berlin, Bonn und Königsberg. Nach dem Staatsexamen und der Promotion unterrichtete er bis zu seiner Einberufung an einer privaten Mädchenschule in Königsberg.
Seit Anfang der 1930er Jahre schrieb Willy Kramp Romane, Erzählungen, Dramen und Essays zu meist zeitgeschichtlichen Themen. 1938 heiratete er Helene Keuch, mit der er drei Kinder hatte. Durch seinen Bruder, der evangelische Theologie studierte, wurde er Mitglied der Bekennenden Kirche. 1939 wurde Willy Kramp als Heerespsychologe einberufen, seit 1943 war er Soldat. Im Januar 1945 geriet er in sowjetische Kriegsgefangenschaft, aus der er 1950 entlassen wurde.
Von 1950 bis 1957 war Willy Kramp Leiter des Evangelischen Studienwerks Villigst. In diesen Jahren war er eine der prägenden Persönlichkeiten des Deutschen Evangelischen Kirchentages. Danach arbeitete er bis zu seinem Tode als freier Schriftsteller. Er gehörte auch zum Kreis der Sprecher der ARD-Sendung Das Wort zum Sonntag.
Die Nyland-Stiftung bemüht sich neuerdings um eine Aktualisierung seines Werks durch die Publikation eines Lesebuchs (s. unten) mit einer Auswahl seiner Texte (Herausgeber: Heinrich Peuckmann).

## Werke
- Die ewige Feindschaft – Roman (1932)
- Geist und Gesellschaft. Über die Auflösung der ständischen Gesellschaft im epischen Werk von Karl Gutzkow – Dissertation (Königsberg 1937)
- Die Herbststunde – Erzählung (1937)
- Die Fischer von Lissau – Roman (1939)
- Wir sind Beschenkte – Erzählungen (1939)
- Über das Hören und den Gehorsam (in der Zeitschrift) »Die Furche« (Jg. 1939)
- Konopka und der Teufel. Ein Spiel aus dem alten Ostpreußen – Schauspiel (1941)
- Die Jünglinge. Entwicklungsroman (1943)
- Die Prophezeiung (1950)
- Ich rufe. Erfahrungen und Begegnungen in sowjetrussischer Kriegsgefangenschaft (1951)
- Konopka. Ein Spiel aus dem alten Ostpreußen (1952)
- Sieben Perlen – Erzählungen (1952)
- Die Purpurwolke – Roman (1953)
- Wenn ich es recht bedenke – Betrachtungen (1955)
- Die treuen Helfer. Trost und Gewalt der Lieder (1955)
- Die Spiele der Erde, Gedanken in einem Garten (1956)
- Von der Gleichzeitigkeit des Lebendigen. Zwei Betrachtungen (1956)
- Vom aufmerksamen Leben. Meditationen und Gespräche (1958)
- Wenn ich es recht bedenke. Kleine Traktate (1958)
- Das Geheimnis der Autorität (1959)
- Das Lamm – Erzählung (1959)
- Das Wespennest – Erzählung (1959)
- Die Welt des Gesprächs (1962)
- Die Freude (1962)
- Brüder und Knechte. Ein Bericht (1965)
- Die Last der Wahrheit (1967)
- Der Zeuge. Ein Gedicht (1967)
- Über die Freude (1968)
- Der letzte Feind (1969)
- Gorgo oder die Waffenschule (1969)
- Herr Adamek und die Kinder der Welt. Erlebnisse eines Arglosen – Roman (1977)
- Zur Bewährung – Erzählung (1978)
- Wintermai und Sommerschnee. Augenblicke meines Lebens (1981)
- Protest der Schlange (1981)
- Weihnachten kommt uns nahe (1983)
- Das Versteck – Erzählung (1984)
- Ich habe gesehen. Gedichte (1985)
- Wider die Krebsangst. Chronik eines Kampfes (1986)
- Ankunft in der Stadt. Novelle aus dem Nachlass (1988)
- Lesebuch Willy Kramp, Aisthesis Verlag; Herausgeber: Nyland-Stiftung, durch Heinrich Peuckmann, Bielefeld 2015, ISBN 978-3-8498-1145-7

## Auszeichnungen
- 1966 in die „Kogge“ gewählt (westeuropäische Autorenvereinigung)
- 1967 Westfälischer Literaturpreis: „Annette-von-Droste-Hülshoff-Preis“
- 1975 Theologischer Ehrendoktor der Berliner Kirchlichen Hochschule
- 1985 Kulturpreis der Landsmannschaft Ostpreußen für Literatur